# Euselates whiteheadi
Euselates whiteheadi är en skalbaggsart som beskrevs av Waterhouse 1900. Euselates whiteheadi ingår i släktet Euselates och familjen Cetoniidae. Inga underarter finns listade i Catalogue of Life.